# Communist Party of Britain
De Communist Party of Britain (CPB) is een Britse communistische partij.

## Geschiedenis
De partij werd opgericht in 1988 als afsplitsing van de Communist Party of Great Britain (CPGB) uit onvrede met de eurocommunistische koers.

## Bestuur
| Tijdspanne | Algemeen secretaris |
| ---------- | ------------------- |
| 1988–1998  | Mike Hicks          |
| 1998–heden | Robert Griffiths    |